# Агробізнес (Волочиськ)
ФК «Агробізнес» — український футбольний клуб з міста Волочиська Хмельницької області, заснований у грудні 2015 року. Домашній стадіон — «Юність». Кольори клубу — синьо-жовті.
Півфіналіст Кубка України 2020/21. Переможець Другої ліги 2017/18. Переможець Чемпіонату України серед аматорів 2016/17. В сезоні 2023/24 виступає в першій лізі чемпіонату України.

## Історія

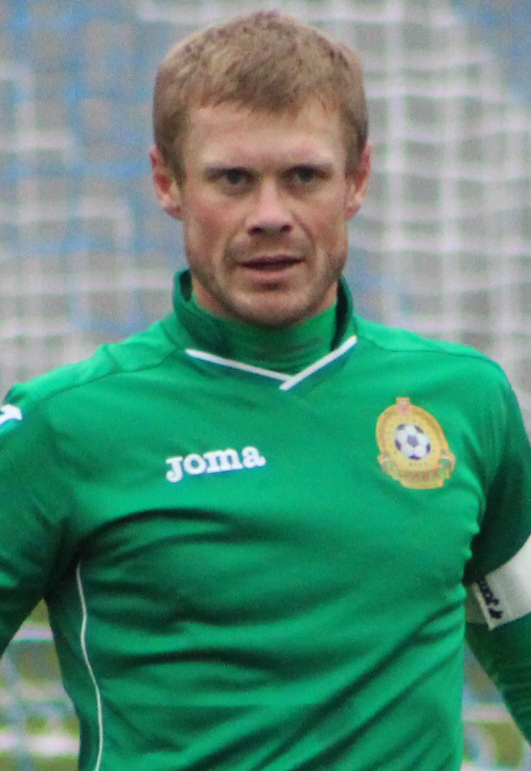
Андрій Донець — перший головний тренер команди

Футбольний клуб «Агробізнес» створений у грудні 2015 року за ініціативою бізнесмена Олега Собуцького. У цей період головна футбольна команда району «Збруч» (Волочиськ) припинила існування, й «Агробізнес» був покликаний її замінити. При цьому новий волочиський клуб не є правонаступником команди «Збруч».
Першим головним тренером команди був відомий український футболіст, уродженець Волочиська Андрій Донець. Куратором, а пізніше президентом команди став Олег Собуцький, засновник генерального спонсора команди — ТОВ «Агробізнес».
Однією з особливостей ФК «Агробізнес» у перші роки існування клубу була ставка на місцевих гравців. Так, станом на липень 2016 року дві третини гравців було з Волочиська, Підволочиська та навколишніх сіл. У сезоні 2017/18 всі футболісти команди, крім двох (Костянтина Одольського та Віталія Груші), були вихованцями хмельницького та тернопільського футболу (Волочиськ розташований на кордоні цих двох областей).
2016 рік

Перша емблема клубу

Емблема клубу до 2020 року

У перший рік свого існування «Агробізнес» став чемпіоном Хмельницької області, здобувши у 20 матчах 19 перемог при одній нічиї і не зазнавши у змаганні жодної поразки. Також клуб взяв участь у чемпіонаті України серед аматорів і вийшов до фіналу цього турніру, в якому у додатковий час поступився команді «Балкани» (Зоря) з рахунком 0:1.
Сезон 2016/17
У сезоні 2016/17 «Агробізнес» знову успішно виступив у аматорському чемпіонаті України: не зазнавши жодної поразки, клуб посів перше місце в групі 1 і вдруге поспіль потрапив до фіналу, де його суперником став харківський «Металіст 1925». У фінальному матчі, що відбувся 19 червня 2017 року в Києві на НСК «Олімпійський», «Агробізнес» переміг з рахунком 4:0 і став переможцем турніру. Найкращим бомбардиром чемпіонату з 18 голами став форвард волочиської команди Микола Темнюк.
Навесні 2017 року було створено команду «Агробізнес-2», яка стала переможцем чемпіонату Хмельницької області-2017.
Сезон 2017/18
У червні 2017 року «Агробізнес» отримав статус професіонального футбольного клубу й атестат ПФЛ з правом виступати у Другій лізі чемпіонату України.
Першу частину сезону в групі А Другої ліги «Агробізнес» завершив на першому місці, здобувши у 17 матчах 16 перемог і поступившись лише в одній грі з тернопільською «Нивою».
У Кубку України у першому попередньому раунді «Агробізнес» переміг ФК «Тернопіль» (рахунок основного часу 1:1, у серії пенальті 5:3). На другому етапі команда з Волочиська знову по пенальті пройшла першоліговий ФК «Нафтовик-Укрнафта» — 2:2, у серії пенальті 5:4. На стадії 1/16 фіналу «Агробізнес» у додатковий час поступився команді прем'єр-ліги «Верес» (1:2).
7 квітня 2018 року «Агробізнес» достроково, за 8 турів до завершення першості, забезпечив собі вихід до Першої ліги. У підсумковій таблиці своєї групи Другої ліги волочиська команда посіла перше місце, вийшовши до фіналу змагання. 9 червня 2018 року «Агробізнес» у фінальному матчі у Києві на НСК «Олімпійський» переміг команду СК «Дніпро-1» з рахунком 1:0 і виграв золоті медалі першості.
Сезон 2020/21
У чвертьфіналі Кубку України 3 березня 2021 року «Агробізнес» сенсаційно переміг ФК «Шахтар» з рахунком 1:0. 21 квітня 2021 року в півфіналі кубку волочисці поступилися київському «Динамо» (0:3).

## Статистика виступів
| Сезон   | Етап    | Місце  | Ігри | В  | Н | П | РМ   | Очки | Головний тренер | Найкращий бомбардир                |
| 2016    | Група 3 | 1 з 4  | 6    | 3  | 2 | 1 | 10−3 | 11   | Андрій Донець   | Андрій Донець 6 голів (2 − з пен.) |
| 2016    | Плей-оф |        | 5    | 3  | 0 | 2 | 7−3  | —    | Андрій Донець   | Андрій Донець 6 голів (2 − з пен.) |
| 2016/17 | Група 1 | 1 з 12 | 20   | 14 | 6 | 0 | 36−5 | 48   | Андрій Донець   | Микола Темнюк 18 голів             |
| 2016/17 | Фінал   | 1      | 1    | 1  | 0 | 0 | 4−0  | —    | Андрій Донець   | Микола Темнюк 18 голів             |

| Сезон   | Ліга, етап     | Ліга, етап     | Місце          | Ігри           | В              | Н              | П              | РМ             | Очки           | Кубок України  | Головний тренер                                               | Найкращий бомбардир (кількість голів) |
| 2017/18 | Друга          | Група А        | 1 з 11         | 27             | 23             | 1              | 3              | 70−19          | 70             | 1/16 фіналу    | Андрій Донець                                                 | Богдан Семенець (20)                  |
| 2017/18 | Друга          | Фінал          | 1              | 1              | 1              | 0              | 0              | 1−0            | —              | 1/16 фіналу    | Андрій Донець                                                 | Богдан Семенець (20)                  |
| 2018/19 | Перша          |                | 13 з 15        | 28             | 3              | 10             | 15             | 17−36          | 19             | 1/32 фіналу    | Андрій Донець                                                 | Богдан Семенець (6)                   |
| 2018/19 | Перша          | Плей-оф        | —              | 2              | 1              | 0              | 1              | 4−1            | —              | 1/32 фіналу    | Андрій Донець                                                 | Богдан Семенець (6)                   |
| 2019/20 | Перша          | Перша          | 4 з 16         | 30             | 19             | 3              | 8              | 52–30          | 60             | 1/16 фіналу    | Остап Маркевич, Олександр Іванов (в.о.), Олександр Чижевський | Руслан Черненко (9)                   |
| 2020/21 | Перша          | Перша          | 5 з 16         | 30             | 15             | 7              | 8              | 46–27          | 52             | 1/2 фіналу     | Олександр Чижевський                                          | Руслан Черненко (16)                  |
| 2021/22 | Перша          | Перша          | 13 з 16        | 20             | 4              | 9              | 7              | 16–23          | 21             | 1/64 фіналу    | Олександр Чижевський                                          | Руслан Черненко (4)                   |
| 2022/23 | не брав участь | не брав участь | не брав участь | не брав участь | не брав участь | не брав участь | не брав участь | не брав участь | не брав участь | не брав участь | не брав участь                                                | не брав участь                        |
| 2023/24 | Перша          | Перша          | 8 з 20         | 28             | 10             | 8              | 10             | 27–29          | 38             | 1/16 фіналу    | Олександр Чижевський                                          | Роман Кузьмин (7)                     |
| 2024/25 | Перша          | Перша          | 5 з 18         | 22             | 10             | 3              | 9              | 19–26          | 33             | 1/64 фіналу    | Олександр Чижевський                                          | Максим Войтіховський (6)              |

## Досягнення
- Кубок України:

 Півфіналіст: 2020/21
- Перша ліга чемпіонату України:

4 місце: 2019/20
- Друга ліга чемпіонату України:

 Чемпіон: 2017/18
- Чемпіонат України серед аматорів:

 Чемпіон: 2016/17
 Віце-чемпіон: 2016
- Чемпіонат Хмельницької області:

 Чемпіон: 2016

## Тренерський штаб

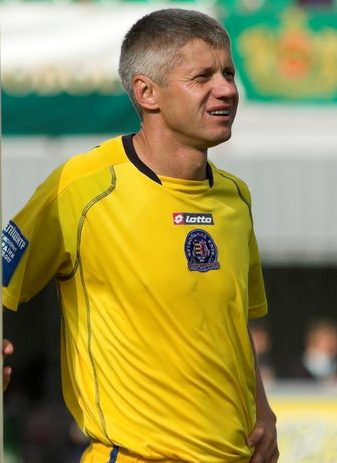
Олександр Чижевський — головний тренер команди з грудня 2019 року

| Посада           | Ім'я                 |
| ---------------- | -------------------- |
| Головний тренер  | Олександр Чижевський |
| Старший тренер   | Андрій Купцов        |
| Тренер           | Сергій Ваколюк       |
| Тренер воротарів | Андрій Новак         |

## Склад команди
Станом на 12 березня 2025  року відповідно до офіційної заявки на сайті ПФЛ
| №  | Поз. | Нац.    | Гравець               |
| -- | ---- | ------- | --------------------- |
| 50 | ВР   | Україна | Микита Мінчев         |
| 71 | ВР   | Україна | Данило Хмеловський    |
| 77 | ВР   | Україна | Роман Підківка        |
| 2  | ЗХ   | Україна | Іван Гаврушко         |
| 3  | ЗХ   | Україна | Андрій Зінь           |
| 14 | ЗХ   | Україна | Роман Білий (капітан) |
| 17 | ЗХ   | Україна | Роман Слива           |
| 28 | ЗХ   | Україна | Олег Лень             |
| 33 | ЗХ   | Україна | Данило Сидоренко      |
| 74 | ЗХ   | Україна | Ернест Романчук       |
| 6  | ПЗ   | Україна | Кирило Павлюк         |
| 8  | ПЗ   | Україна | Віталій-Дмитро Теплий |

| №  | Поз. | Нац.    | Гравець                      |
| -- | ---- | ------- | ---------------------------- |
| 10 | ПЗ   | Україна | Роман Кузьмин                |
| 11 | ПЗ   | Україна | Дмитро Касімов               |
| 19 | ПЗ   | Україна | Богдан Козак                 |
| 21 | ПЗ   | Україна | Роман Толочко (віце-капітан) |
| 23 | ПЗ   | Україна | Олександр Шевчук             |
| 24 | ПЗ   | Україна | Андрій Глоба                 |
| 99 | ПЗ   | Україна | Іван Станкович               |
| 9  | НП   | Україна | Максим Войтіховський         |
| 20 | НП   | Україна | Артем Сьомка                 |
| 27 | НП   | Україна | Артем Нижник                 |
| 31 | НП   | Україна | Тарас Пучковський            |

## Рекорди

### Командні рекорди
Найбільші перемоги:
- у Першій лізі України — 5:0 «Зірка» (27.10.2018, Волочиськ), «Металіст 1925» (23.11.2019, Волочиськ);
- у Другій лізі України — 5:0 «Полісся» (26.08.2017, Коростень), «Арсенал-Київщина» (21.04.2018, Обухів),  «Буковина» (12.05.2018, Волочиськ);
- у Кубку України — 3:1 ФК «Миколаїв» (15.08.2023, Миколаїв);
- у Чемпіонаті України серед аматорів — 5:0 «Нива» (21.08.2016, Теребовля);
- у Чемпіонаті Хмельницької області — 16:0 «Громада» Дунаївці (5.11.2016, Волочиськ).

Найбільші поразки:
- у Першій лізі України — 0:4 «Дніпро-1» (28.03.2019, Дніпро), «Рух» (11.05.2019, Львів), «Кремінь» (2.11.2019, Кременчук), «Металіст 1925» (26.04.2025, Млиново);
- у Другій лізі України — 0:2 «Нива» (2.06.2018, Вінниця);
- у Кубку України — 0:3 «Динамо» (21.04.2021, Тернопіль);
- у Чемпіонаті України серед аматорів — 0:1 «Вінниця» (30.04.2016, Вінниця), «Малинськ» (18.06.2016, Волочиськ), «Балкани» (8.07.2016, Умань).

### Індивідуальні рекорди
Станом на 1 червня 2024 року
Жирним виділено діючих гравців команди
| №  | Гравець         | Кількість офіційних матчів | Кількість офіційних матчів | Кількість офіційних матчів |
| №  | Гравець         | У аматорах                 | У профі                    | Усього                     |
| -- | --------------- | -------------------------- | -------------------------- | -------------------------- |
| 1  | Артур Думанюк   | 43                         | 133                        | 176                        |
| 2  | Арсен Слотюк    | 45                         | 112                        | 157                        |
| 3  | Дмитро Юхимович | 39                         | 116                        | 155                        |
| 4  | Віталій Груша   | 10                         | 140                        | 150                        |
| 5  | Ігор Курило     | 0                          | 131                        | 131                        |
| 6  | Богдан Семенець | 0                          | 114                        | 114                        |
| 7  | Андрій Скакун   | 43                         | 59                         | 102                        |
| 8  | Роман Гагун     | 10                         | 90                         | 100                        |
| 9  | Руслан Черненко | 0                          | 96                         | 96                         |
| 10 | Андрій Кухарук  | 11                         | 85                         | 96                         |